# ジヒドロクスコヒグリン
ジヒドロクスコヒグリンは、クスコヒグリンの持つケトン基が還元されて、第2級アルコールの形になった有機化合物である。

## 構造と性質

ジヒドロクスコヒグリンの構造。

ジヒドロクスコヒグリンの化学式はC13H26N2Oで、モル質量は226.36 (g/mol)である。分子中に存在する2つの窒素原子は、共に第3級アミンであり、例えば、塩酸などと塩を作ることも可能である

。

## 所在
ジヒドロクスコヒグリンはコカノキに含まれるアルカロイドの1種である

。

## 関連文書
- Total Synthesis of (+)-Dihydrocuscohygrine and Cuscohygrine